# Olympos (Lykien)
Koordinaten: 36° 23′ 46,4″ N, 30° 28′ 27,7″ O
Olympos (griechisch Ὄλυμπος, Ólympos (m. sg.); lateinisch Olympus) ist eine antike Stadt an der Ostküste Lykiens (Kleinasien, Türkei) – heute Deliktaş (türkisch für Lochstein) genannt. Der Name leitet sich von dem Berg Olympos ab, dem heutigen Tahtalı Dağı, an dessen Fuß die Stadt lag. Von der einst bedeutenden Stadt des Lykischen Bundes ist historisch nur Weniges greifbar, und auch die Ruinen faszinieren mehr durch ihre malerische Lage an einem Bachlauf in Strandnähe.

## Lage
Olympos gehört heute zum Ortsteil Yazır der Stadt Kumluca in der Provinz Antalya. Sie ist von der Stadt Antalya rund 72 km entfernt und liegt, wie auch Phaselis, im Nationalpark Olimpos Beydağları. Die Stadt und das heutige Freilichtmuseum liegen zu beiden Seiten des Flusses Akçay, auch Olympos Çayı, und an dessen Mündung nach Osten ins Meer. Der Fluss ist inzwischen stark mit Sediment aufgefüllt und fließt gerade in den Sommermonaten nur noch spärlich, obwohl er im Winter oft stark anschwillt. Nördlich an diese Flussmündung schließt sich der Strand von Çıralı an. Auf der Landseite der Stadt (Richtung Westen) folgt eine tiefe Schlucht, die sich nach etwa 3 Kilometern öffnet.

## Geschichte

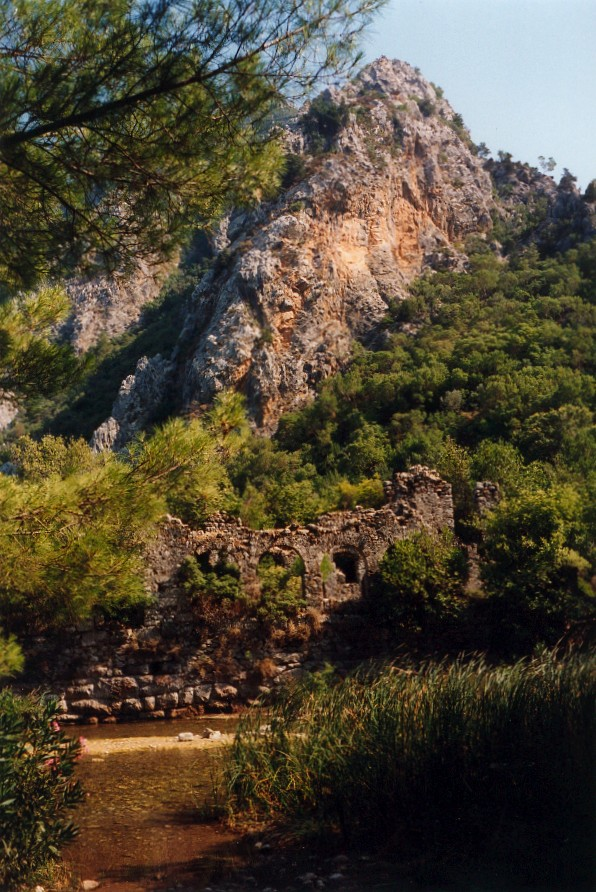
Olympos

Olympos wurde als Bergstadt auf dem heute Musa Dağı genannten Berg südlich seines Hafens Korykos gegründet. Bauten und Münzprägung legen eine Gründung in hellenistischer Zeit nahe.
Bis zum Ende des 2. Jahrhunderts v. Chr. war Olympos ein wichtiges Mitglied des lykischen Bundes und hatte ein dreifaches Stimmrecht inne. Als ein gewisser Zeniketes jedoch die Macht in Olympos übernahm und sich gegen das römische Imperium positionierte, wurde die Stadt aus dem Bund entlassen und Zenikites zum Piraten erklärt. Nach letzten Erkenntnissen kann man davon ausgehen, dass Zenikites ein lokaler Fürst war. 77 v. Chr. wurde Zenikites von Publius Servilius Vatia (Isauricus) vernichtend geschlagen und als er in seiner Festung auf dem Olympos keinen Ausweg mehr sah, setzte er sein Haus in Brand und verbrannte sich und seine Familie.
Belegt ist, dass Olympos im 2. Jahrhundert n. Chr. wieder Mitglied des lykischen Bundes war. Inschriften an der Grabstätte des Markus Aurelius Arkhepolis weisen darauf hin, dass er die Stellung des Lykiarch (Präsident des lykischen Bundes) ausübte.
Berühmt war Olympos wegen seines Kultes für Hephaistos, der im unmittelbaren Zusammenhang mit den nahe gelegenen „ewigen Feuern“ der Chimaira zu sehen ist.
Ab etwa 130 n. Chr. erhielt die Bergstadt nach Kaiser Hadrian den Namen Hadrianopolis. Der Grund dafür war die Stagnation der Bergstadt, während der Hafen im Frieden des römischen Reichs florierte. In den Jahren 141 und 240 n. Chr. wurden Olympos und diverse andere Städte der Region von starken Erdbeben getroffen. Im 3. Jahrhundert n. Chr. wird Olympos als Bischofssitz erwähnt. Im Jahre 542 traten weitere Erdbeben auf und wiederholten sich unregelmäßig bis ins 8. Jahrhundert. Während der Kreuzzüge im 11. und 12. Jahrhundert nahmen Venedig, Genua und Rhodos die Stadt ein. Mit großer Wahrscheinlichkeit nutzten sie dazu sowohl die Akropolis als auch die Genueser Burg am östlichen Ufer der Stadt, die sie auch zur Verteidigung ausbauten. 1346 und 1347 wurde neben mehreren Städten der Region auch Olympos von diversen Pest-Epidemien heimgesucht, die stellenweise bis zu 50 % der Bevölkerung auslöschten. Mit der Einnahme durch die Osmanen im 15. Jahrhundert fand keine Besiedlung mehr statt. Im 18. und 19. Jahrhundert sowie am Anfang des 20. Jahrhunderts wurde die Stadt von nomadischen Yörüken als Winterquartier benutzt.

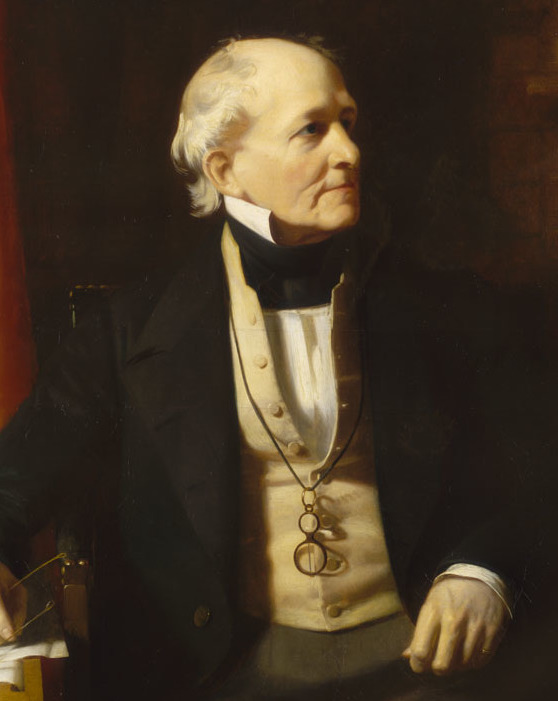
Francis Beaufort

Zwischen 1811 und 1812 erreichte Francis Beaufort mit dem unter seinem Kommando stehenden Schiff Frederikssteen Olympos. Die Beobachtungen der Reise entlang der Mittelmeerküste fasste er im 1817 veröffentlichten Buch „Karamania, a brief description of the South Coast of Asia Minor and of the Remains of Antiquity“ (zu deutsch: Karamania, oder eine kurze Beschreibung der Südküste Kleinasiens und deren antiker Überreste) zusammen. Olympos und Çıralı erscheinen dort als zwei Teile einer Ortschaft, die sich nicht klar voneinander trennen lassen. Überlieferungen der lokalen Bevölkerung von Yazır zufolge baute um 1850 ein Mann namens Kıbrıslı Hacı Hasan auf der südlichen Hafenstraße eine Wassermühle, wozu er Baumaterial der antiken Gebäude benutzte.
Das Fehlen neuzeitlicher Besiedlung führte dazu, dass große Teile der alten Bausubstanz erhalten geblieben sind.

## Ruinen
Olympos liegt, lange Zeit völlig vergessen, zu beiden Seiten eines Flussbettes, an dem noch Reste einer Brücke zu sehen sind, die beide Stadtteile miteinander verband. Die noch bestehenden Baureste sind stark verfallen und weitgehend überwuchert, wie das kleine römische Theater. Ein früherer See ist heute versumpft – hier befinden sich die Reste eines Tempels aus dem 2. Jahrhundert n. Chr. Bemerkenswert ist die Nekropole mit zahlreichen Gräbern und Inschriften, die aber keine lykischen Merkmale aufweisen.
Neben den Resten einer byzantinischen Basilika zeugen noch auf einem Hügel gelegene Besiedlungsreste von der Verarmung der Siedlung im Mittelalter. Dazu kommen im Zuge der Grabungskampagne von 2000 bis 2006 freigelegte Sarkophage, die allerdings erhebliche Zerstörungen aufweisen.

### Deliktaş

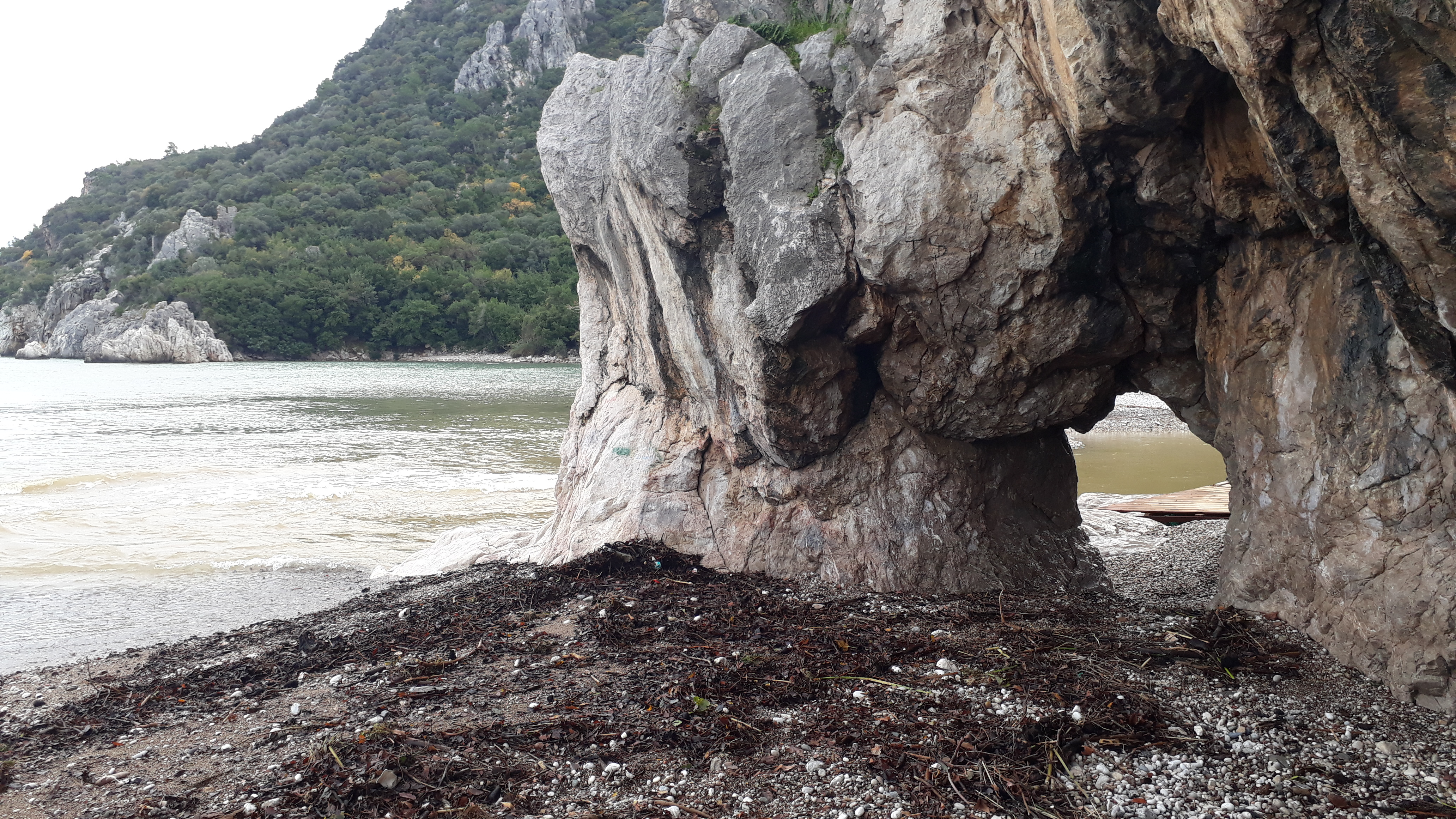
Deliktaş nach einem Wintersturm

Am Strand befindet sich ein Felsdurchgang, der heute etwa eine Höhe von zwei Metern hat und leicht über den Strand umgangen werden kann. Beaufort bezeichnet diesen Durchgang jedoch als den „einzigen Weg, der in das angrenzende Tal führt“ und führt den lokalen Namen Deliktaş (zu deutsch Lochstein) auf ihn zurück:
The name of the village is Deliktash, or the „Perforated Rock,“ so called from a natural gateway in one of the above points, through which passes the only road that leads to the adjacent valley.
Der Name des Dorfes ist Deliktash, oder der „durchbrochene Fels“, so benannt nach einem natürlichen Durchgang in einem der oben genannten Felsen, durch welchen der einzige Weg in das angrenzende Tal führt.
Über dem Durchgang befinden sich noch Reste von einbetonierten Dachpfannen, die auf eine größere Überdachung schließen lassen. Durch Versandung liegt der Durchgang etwa 20 m vom Wasser entfernt, obwohl nach gelegentlichen Winterstürmen die Wasserscheide auch bis zum Fels hinreicht, so dass er dann tatsächlich wieder der einzige Zugang vom Strand ist. Daher ist auch zu erwarten, dass der eigentliche Weg durch den Fels wesentlich tiefer liegt als die heutige Versandung vermuten lässt.

### Eingangs-Komplex

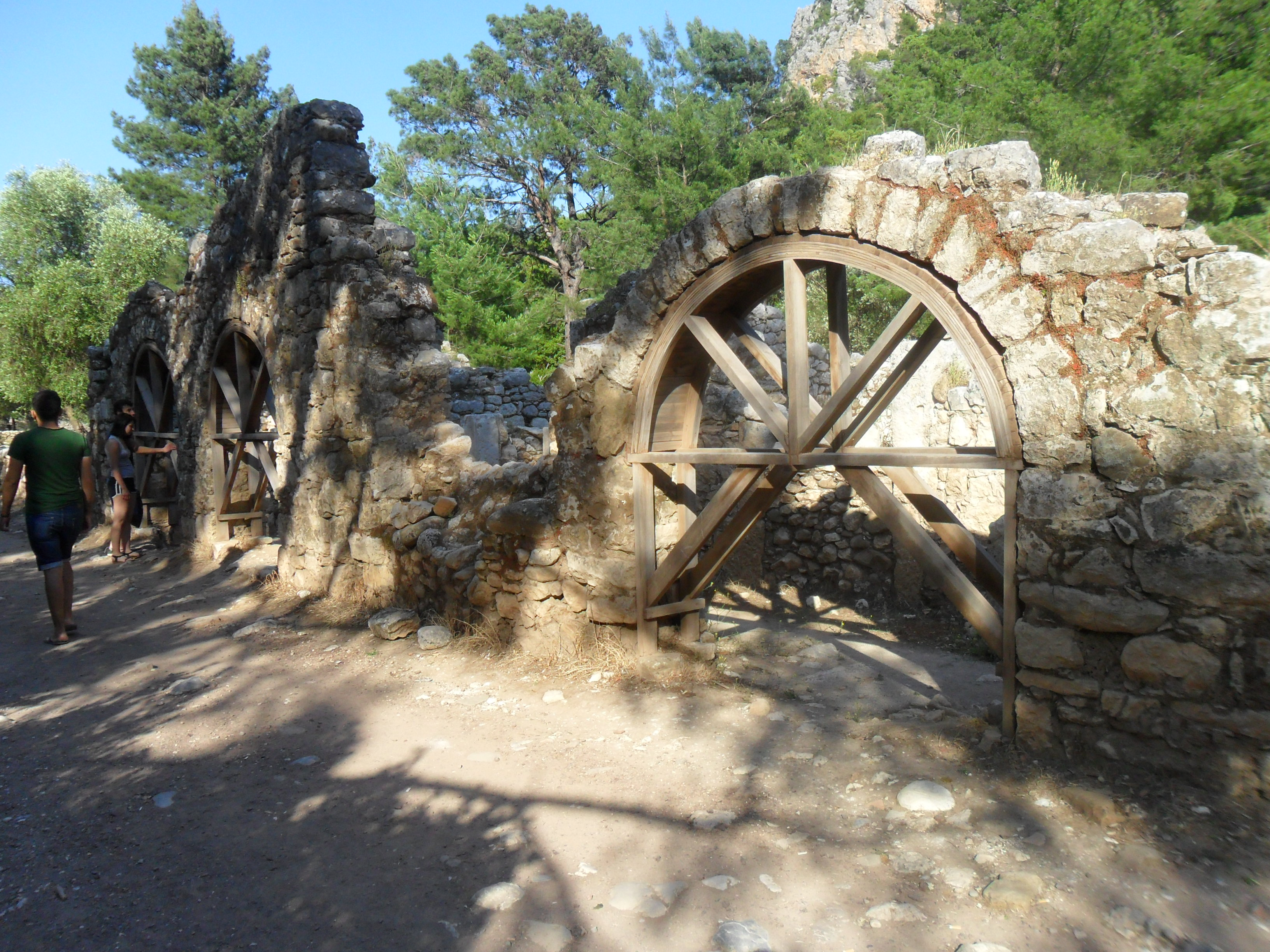
Eingangs-Komplex: nördlicher Bogengang

Kurz hinter dem Eingang des Freilichtmuseums und somit auf der Nordseite der Stadt befindet sich dieser sogenannte Eingangs-Komplex. Er besteht aus 11 Räumlichkeiten und Untersuchungen lassen darauf schließen, dass das Gebäude noch über eine weitere Etage darüber mit 11 Räumen verfügte. Das wohl wichtigste architektonische Merkmal sind die zwei Bogengänge, die sich die komplette Nord- und Südseite des Gebäudes entlangziehen. Sie sind über fünf Rundbögen zu betreten und bildeten eine Art Vordach für die eigentlichen Eingänge dahinter. Der Korridor an der Südseite diente wohl zur Beobachtung des Flusses. Architektonische Analysen und Funde deuten darauf hin, dass das Gebäude im 5. und 6. Jahrhundert n. Chr. zu Wohnzwecken und zu Produktion und Handel von Lebensmitteln genutzt wurde. Es wurde wohl eher nicht nach einem bestimmten Plan gebaut, sondern je nach Bedarf erweitert und repräsentiert daher ein wichtiges Zeugnis des täglichen Lebens im antiken Olympos.

### Tempel

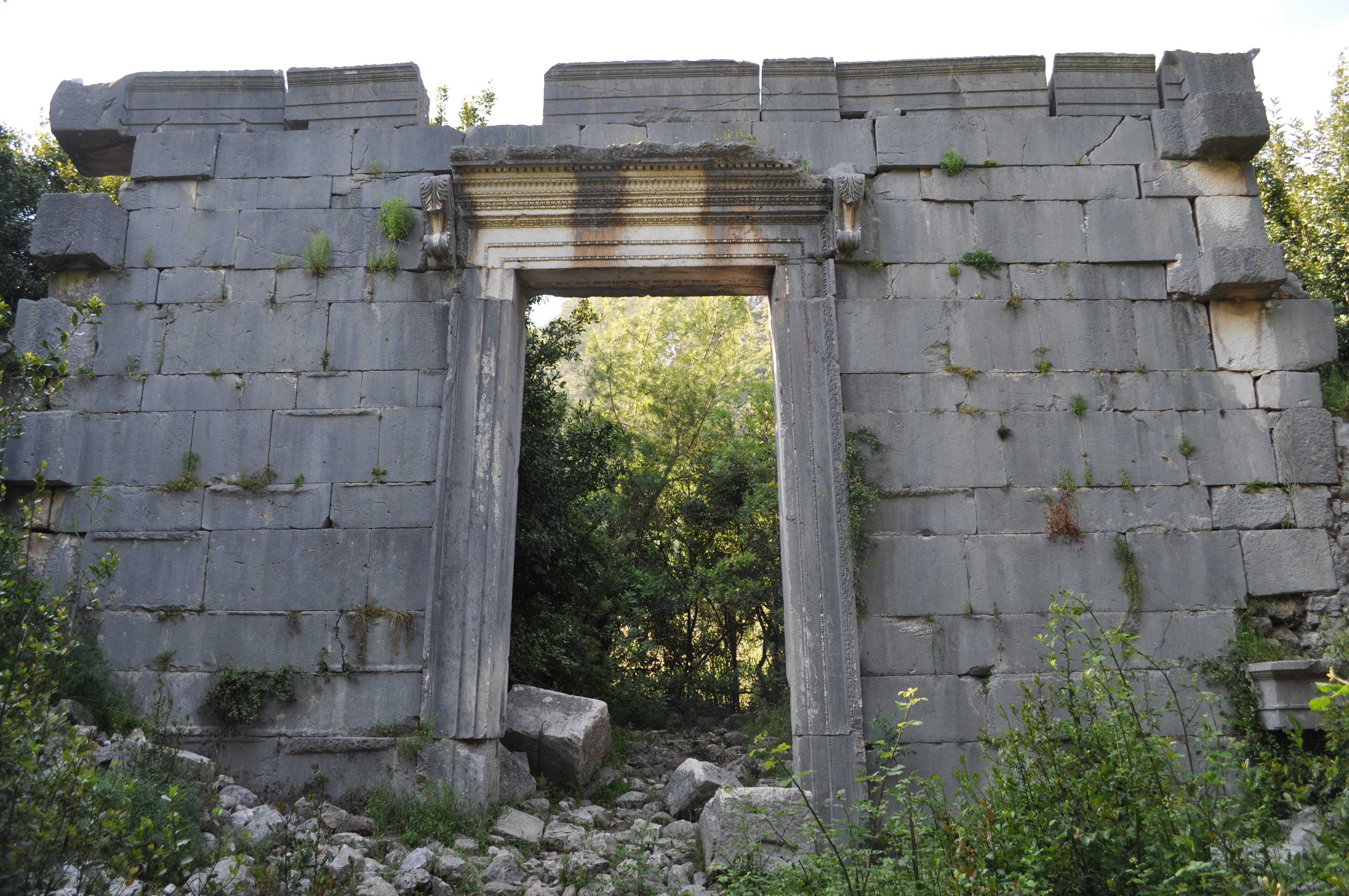
Der Tempel, Olympos

Im Norden der Stadt befinden sich die Reste eines Gebäudes, das von frühen Forschern der Region, George Bean und Cevdet Bayburtoğlu, aufgrund des monumentalen Tores und architektonischer Eigenheiten an der Vorderseite als Tempel identifiziert wurde. Die Inschrift an den Resten einer Statue vor dem Gebäude deutet auf ein Erbauungsjahr um 175 v. Chr. hin. Außerdem geht aus dieser Inschrift hervor, dass die Statue zu Ehren des Kaisers Mark Aurel errichtet wurde. Die einzige gut erhaltene Struktur ist das angesprochene Tor mit einer Höhe von 4,88 m, das an den Seiten des Torsturzes mit Akanthus-Ornamenten und einer unfertigen Reihe eines Perlenmotivs verziert ist. Bemerkenswert ist das unverputzte Mauerwerk, das in mehreren lykischen Städten zu finden ist.

### Nekropole im Norden der Stadt
Im Gegensatz zur Nekropole im Süden der Stadt sind die einzelnen Grabbauten nicht miteinander verbunden, sondern bestehen aus einzelnen Gebäuden. 113 Gräber konnten identifiziert werden. Bestattungen wurden ab dem 1. Jahrhundert bis zur Mitte des 3. Jahrhunderts vorgenommen. Ab dem 4. Jahrhundert wurden entlang der Straße, die die Nekropole durchzieht, vermehrt Wohngebäude mit großen Höfen für die wohlhabenden Bürger der Stadt errichtet. Einige dieser Gebäude liegen nah an den Grabbauten, einige wurden aus dem Material derselben gebaut. Ihre jetzige Form erhielt die nördliche Nekropole ab dem 5. Jahrhundert.

### Alkestis-Sarkophag (südliche Nekropole)

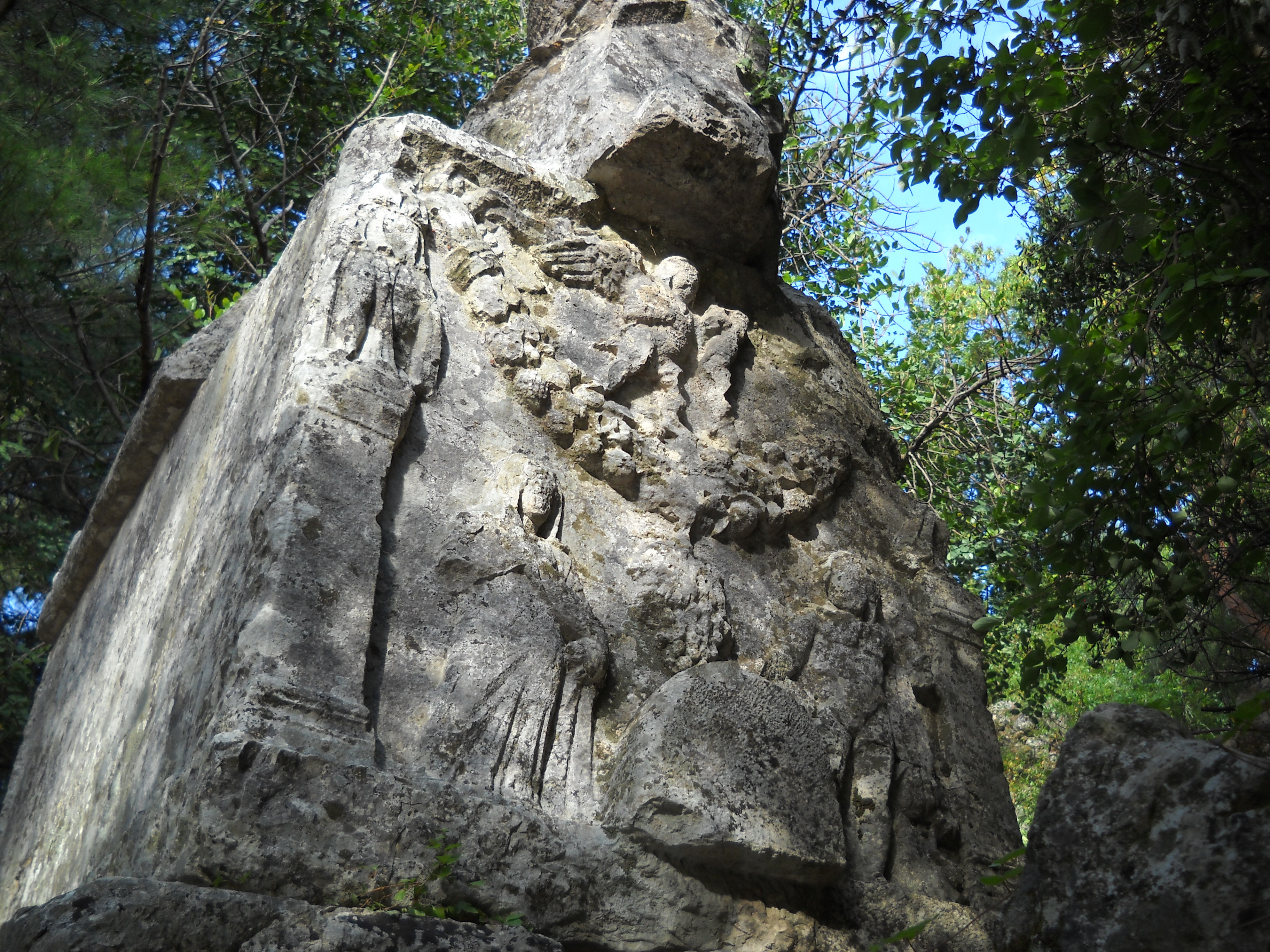
Alkestis Sarkophag

Der reich verzierte Alkestis-Sarkophag des Aurelius Artemias und seiner Familie besteht aus lokalem Kalkstein. Er befindet sich in der südlichen Nekropole und der Deckstein imitiert das Dach eines Hauses und dessen Attika. Reliefs auf dem Sarkophag zeigen Eros, Nike und den Kopf der Medusa. Auf einer Tabula Ansata befinden sich griechische Inschriften über die Besitzer des Sarkophags. Darunter ist eine „Dextrarum Iunctio“-Szene (Handschlag) zwischen Frau und Mann eingearbeitet, die im alten Rom eine Eheverbindung symbolisierte. Auf der kurzen Seite ist neben einer weiblichen Figur mit Chiton/Himation der Heil- und Orakelgott Herakles, sowie darüber eine geflügelte männliche Figur abgebildet (siehe Bild). Der Sarkophag ist auf den Zeitraum zwischen 180 und 200 n. Chr. datiert.

## Assoziierte Orte in nächster Umgebung

### InselgruppeÜç Adalar

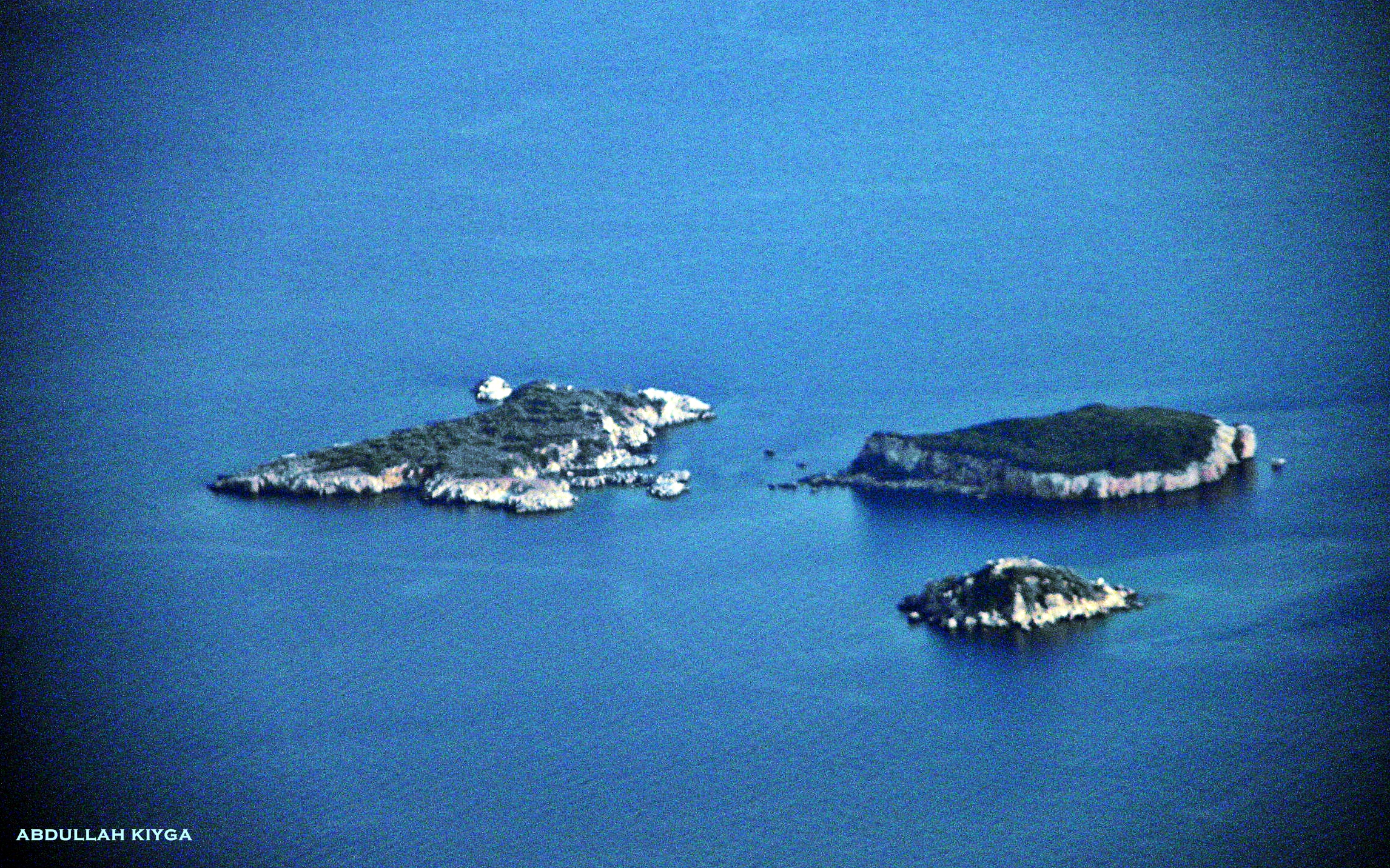
Inselgruppe Üç Adalar

In einer Entfernung von etwa 9,3 km befindet sich der Unterwassernaturschutzpark Üç Adalar (türkisch für Drei Inseln). Die unbewohnten Inseln liegen etwa 3 km vom Ufer des Ortes Tekirova entfernt und befinden sich ziemlich genau in der Mitte zwischen Olympos und Phaselis. Archäologische Nachforschungen haben ergeben, dass die Inseln seit 5000 Jahren von Schiffen auf der Route vom östlichen zum mittleren und westlichen Mittelmeer als Schutz vor Stürmen angelaufen wurden. Zu den gefundenen Artefakten zählen ein bronzezeitlicher Dreiloch-Steinanker, sowie römische bzw. byzantinische Anker. Drei Schiffswracks aus römischer bzw. byzantinischer Zeit konnten ebenfalls identifiziert werden. Rund um die Inseln sind zahlreiche Amphoren und deren Reste zu finden, die inzwischen meist mit den Riffen verwachsen und nicht mehr zu bergen sind.

### Chimaira
Hauptartikel: Chimaira (Lykien)

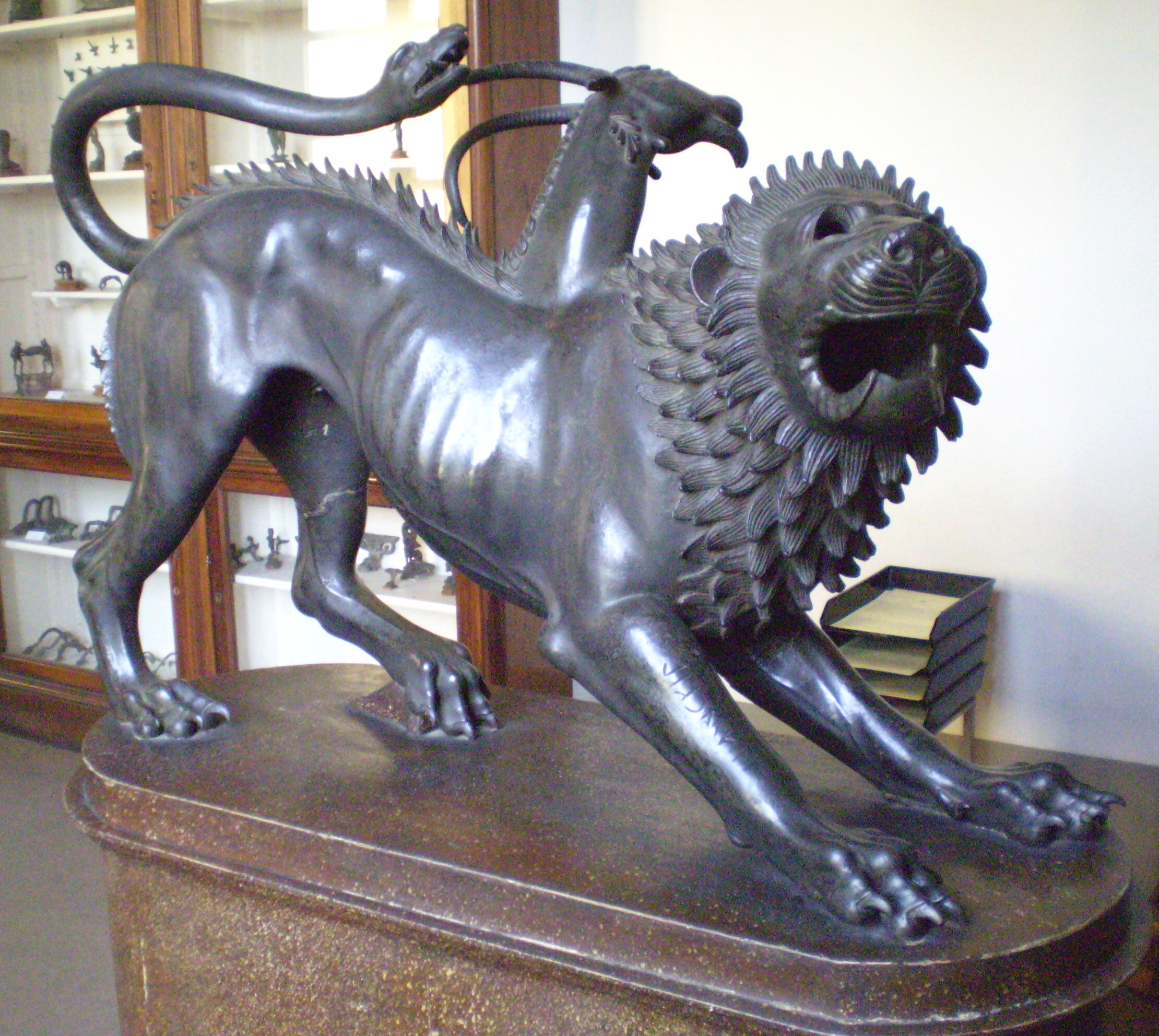
Chimäre von Arezzo

Wenige Kilometer entfernt und hinter dem Strand von Çıralı liegt Chimaira, ein seit der Antike bekannter Platz, an dem noch heute ein seltenes, jahrtausendealtes Naturphänomen zu beobachten ist. Aus dem felsigen Boden eines Berghangs schlagen an mehreren Stellen Flammen heraus – die „ewigen Feuer der feuerspeienden Chimaira“, die dem Ort ihren Namen gab. Olympos war nicht zuletzt für den dortigen Hephaistos-Kult berühmt.

### Lykischer Weg
Hauptartikel: Lykischer Weg
Der alte Handelsweg zwischen Fethiye und Antalya kreuzt zwischen dem Strand im Norden und der Nekropole im Süden das Freilichtmuseum. Er ist seit 1999 wieder begehbar und markiert und zählt zu den populärsten Kulturrouten des Mittelmeerraums.

## Neuzeit

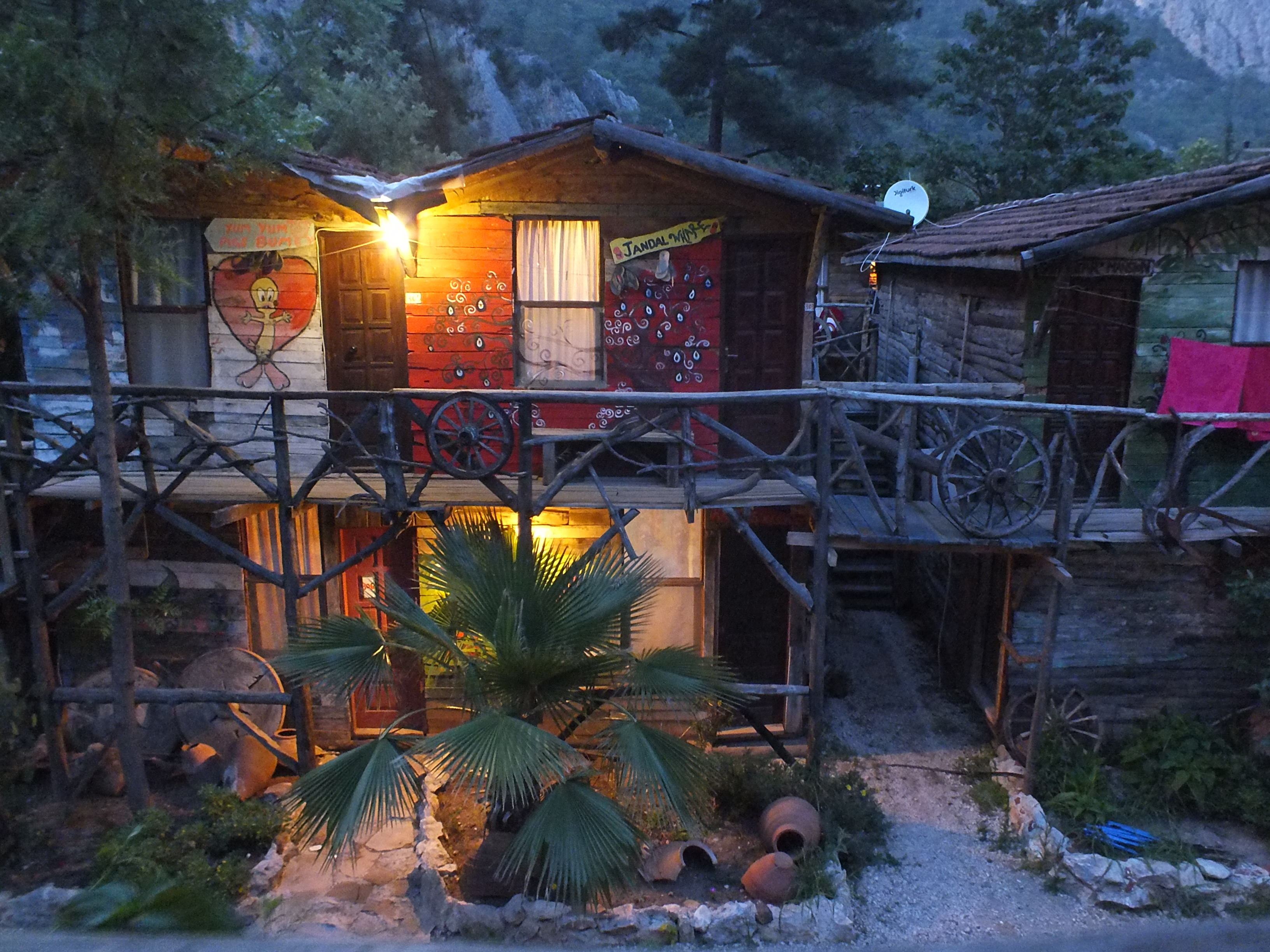
Baumhaus-Unterkunft in Olympos

Als Teil der Umbauarbeiten 2024 wurde auch der Museums-Eingang zurückverlegt; bis zu dem Zeitpunkt lebten noch zwei Haushalte mit insgesamt etwa 10 Personen innerhalb des Freilichtmuseums im Bereich der nördlichen Nekropole. Olympos ist heute ein populäres Reiseziel für Rucksacktouristen, die in einem der zahlreichen Baumhaushotels in der langen Schlucht vor dem Freilichtmuseum unterkommen. Der Begriff Baumhaus, der vom türkischen Ağaç evleri (auch mit Holzhäuser zu übersetzen) kommt, wird generell für die Unterkünfte der Schlucht benutzt, obwohl es sich bei den meisten Gebäuden um rustikale Bungalows am Boden handelt. Trotzdem erhielten sie aufgrund der ungewöhnlichen Gestaltung Erwähnung im National Geographic Channel und Discovery Channel. Wegen der alternativen Atmosphäre nennt der Lonely Planet Olympos auch einen hippy-trail hot-spot, obwohl inzwischen eine Kapazität von etwa 3500 Gästen in 100 Unterkünften zur Verfügung steht. Alle Gäste müssen das Freilichtmuseum durchqueren, um den Strand von Olympos und Çıralı zu erreichen, der gerade in der Ferienzeit dementsprechend bevölkert wird.
Der Ort Olympos ist von der Straße Kemer–Kumluca (E90) per Dolmuş zu erreichen. In der Ferienzeit ist es nachts möglich, mit dem Bus nach Chimaira bei Çıralı zu fahren.

### Tier- und Pflanzenwelt
Die Ruinen und das gesamte Tal sind sehr stark von subtropischer Vegetation, insbesondere mit Lorbeerbäumen überwuchert, was nicht zuletzt auch zur exotischen Atmosphäre und der Popularität beiträgt. Die Region ist bekannt für viele endemische Pflanzenarten. Der Strand von Olympos und Çıralı ist Seeschildkrötenbrut- und Schutzgebiet.

### Camp der Verdammten,1961
1961 wurde ein Großteils des Films Camp der Verdammten in Olympos gedreht und stellt ein wichtiges Zeugnis für den Zustand der Stadt in jener Zeit dar. Gut erkennbar ist der originale Weg zum Strand und die Kirche 1.

### Hotelbrand 2007
Am Nachmittag des 7. Februar 2007 brach im damals 20-jährigen und somit ältesten und bekanntesten Baumhaushotel der Schlucht ein Feuer aus, bei dem 100 Bungalows, 15 Kabinen und 10 Baumhäuser zerstört wurden. Das Feuer konnte nach zwei Stunden von der örtlichen Feuerwehr gelöscht werden und nach Aussagen der Löschkräfte war es nur ein Zufall, dass der Brand nicht auf die Umgebung überspringen konnte und die Grabungsstätte gefährdete.

### Großfeuer 2008
Am 2. August 2008 brach in unmittelbarer Entfernung zu Olympos ein Feuer aus, das erst nach fünf Tagen unter Einsatz von 345 Personen, 38 Sprengwagen, 6 Hubschraubern, 2 Flugzeugen und 2 Planierraupen gelöscht werden konnte. Der Einsatz hatte ein finanzielles Volumen von 5.333.169 YTL. Bei dem Feuer wurde eine Fläche von 295 Hektar zerstört, die komplett zur Aufforstung und Rehabilitation reserviert wurde. Unter anderem wurden dabei 5188 Johannisbrotbäume, 2150 Zypressen, 12.200 Pinien und 1771 Eichen gesetzt. Die antike Stätte von Olympos kam dabei nicht zu Schaden.

### Überschwemmung 2009
Am frühen Morgen des 14. Oktober 2009 fielen in Olympos innerhalb von acht Stunden 130,8 kg/m² Regen, was dazu führte, dass neben der Überschwemmung zahlreicher Gebäude auch 70 Fahrzeuge und Traktoren in den Fluss und durch das Freilichtmuseum ins Meer gespült wurden. Mehrere neuzeitliche Gebäude der Schlucht wurden fortgerissen und zerstört.

### Waldbrand 2016
Am 26. Juni 2016 brach in Adrasan ein Waldbrand aus, der sich durch starken Wind begünstigt schnell Richtung Olympos ausbreitete. Olympos wurde daraufhin evakuiert und der Zugang zum Freilichtmuseum untersagt. Das Feuer konnte nur unter Einsatz zahlreicher Löschflugzeuge und -Hubschrauber, schwerer Räumfahrzeuge wie 100 Sprengwagen, 20 Planierraupen und über 500 Hilfskräfte des ganzen Landes gelöscht werden. Sieben Wohnhäuser wurden durch den Brand zerstört und zahlreiche Nutztiere getötet. Laut dem Leiter des Forstamtes İsmail Üzmez fielen dem Brand etwa 300 Hektar Pinienwald zum Opfer. Zur Löschung sei erstmals eine selbstentwickelte Methode eingesetzt worden, bei dem das Feuer durch ein Gegenfeuer auf den Berg Musa Dağı gedrängt worden sei, dessen Vegetation bei einem anderen Brand wenige Jahre zuvor schon Schaden genommen hatte. Durch die Eindämmung des Feuers am Eingang der Schlucht und somit kurz vor der Ausgrabungsstätte nahm diese keinen Schaden. Dieses Ereignis erregte landesweites Aufsehen und bewog den damaligen Außenminister der Türkei Mevlüt Çavuşoğlu zur Inspektion der Rettungsarbeiten vor Ort.

### Mord an Sinan Sertel 2019
Etwa Mitte April kam es zu einer heftigen Diskussion zwischen Sinan Sertel (32), Assistenz-Leiter des Ausgrabungsteams, und einer gleichaltrigen weiteren Person, der vorgeworfen wurde, illegal Bäume zu fällen. Der Beschuldigte lud Sertel am 19. Mai 2019 zu einem Gespräch, während dessen er Letzteren am angrenzenden Strand von Çıralı mit einem Messer schwer verletzte. Sertel starb noch auf dem Weg ins Krankenhaus.
Sertel stammte aus Safranbolu in Karabük und war zu der Zeit Doktorand an der Fakultät für Geschichte und Geografie an der Universität Ankara. Er war sieben Jahre lang an den Ausgrabungen der Region beteiligt.

## Bildergalerie

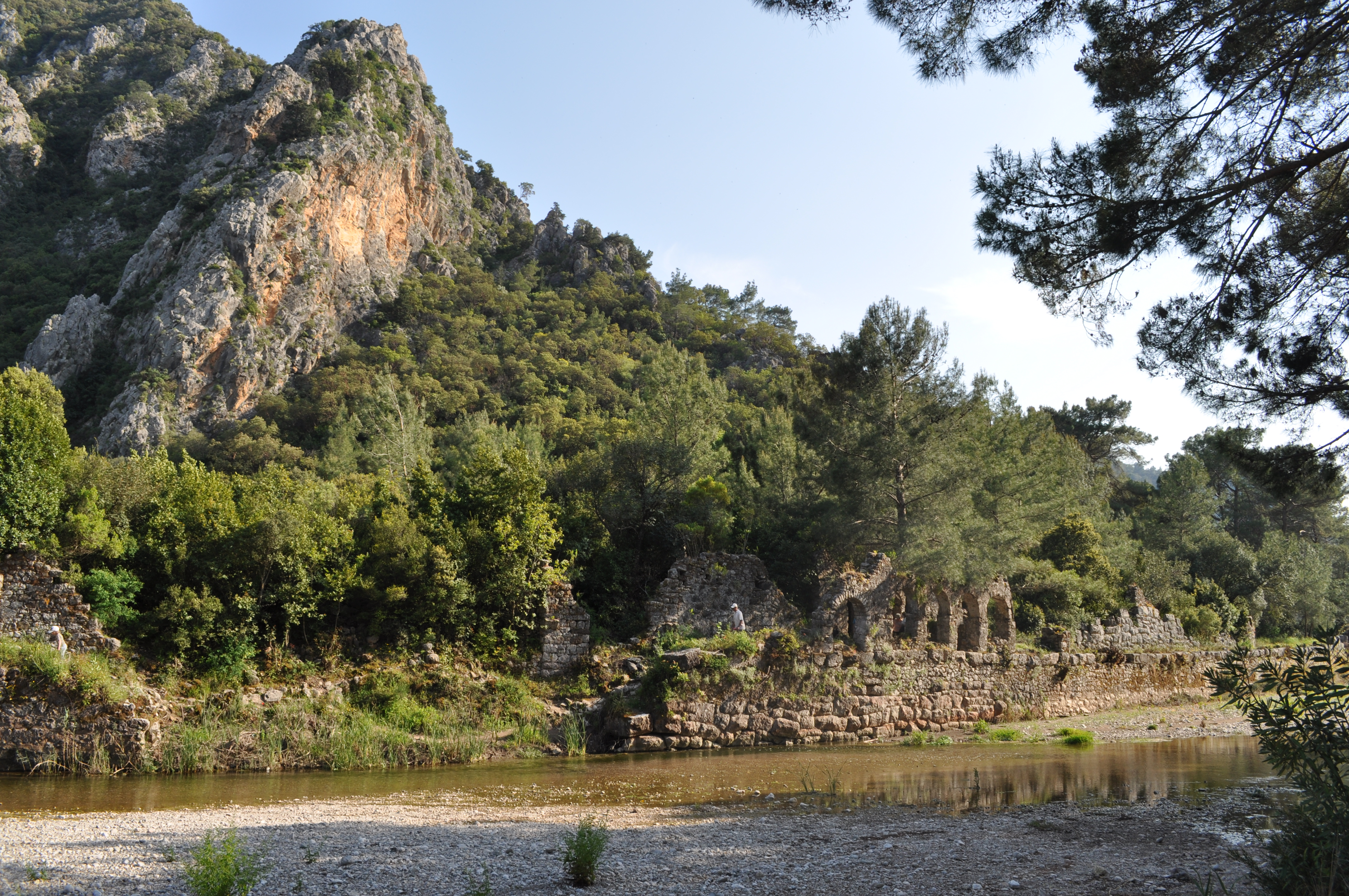
Gesamtansicht
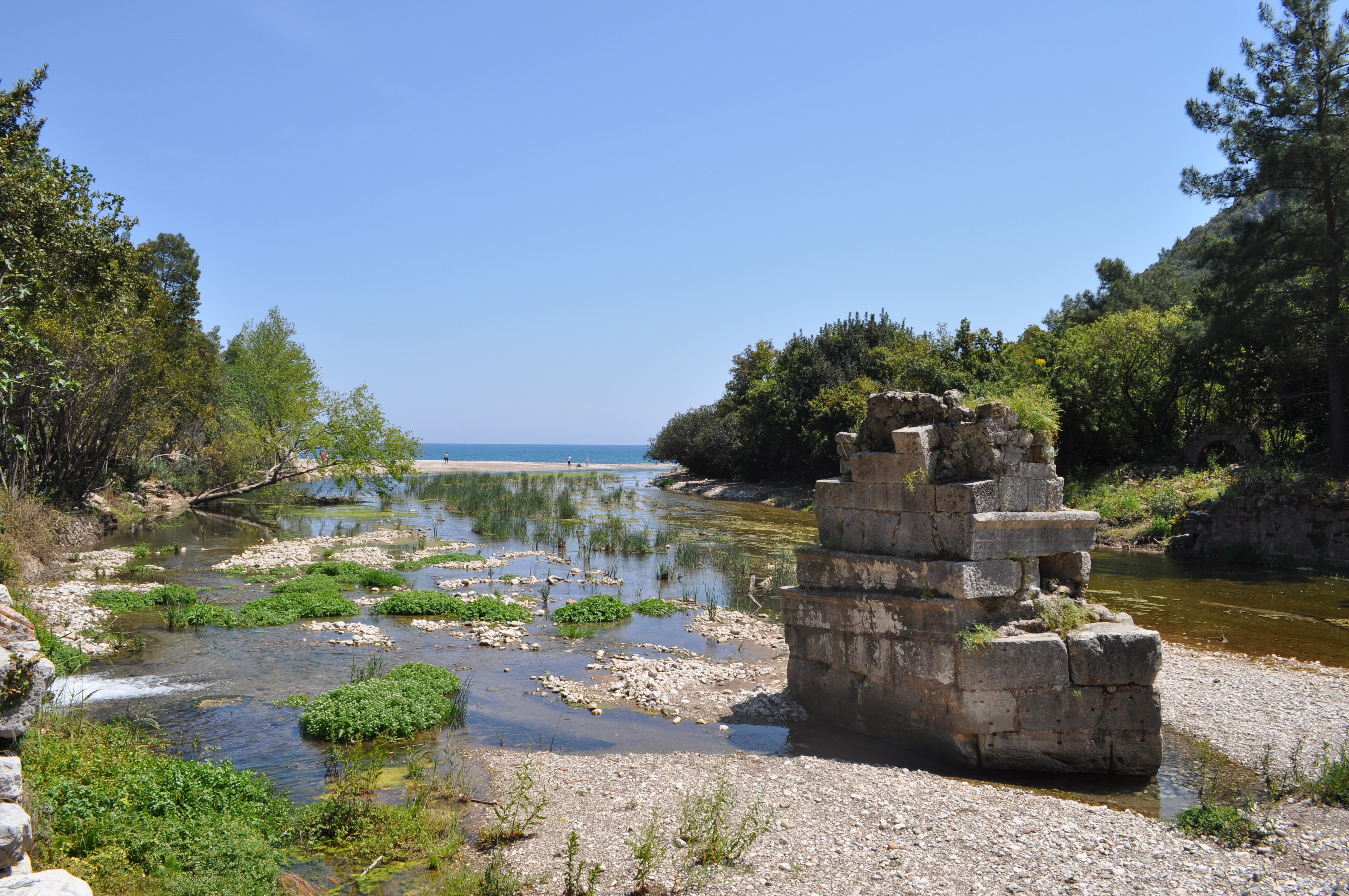
Brückenpfeiler
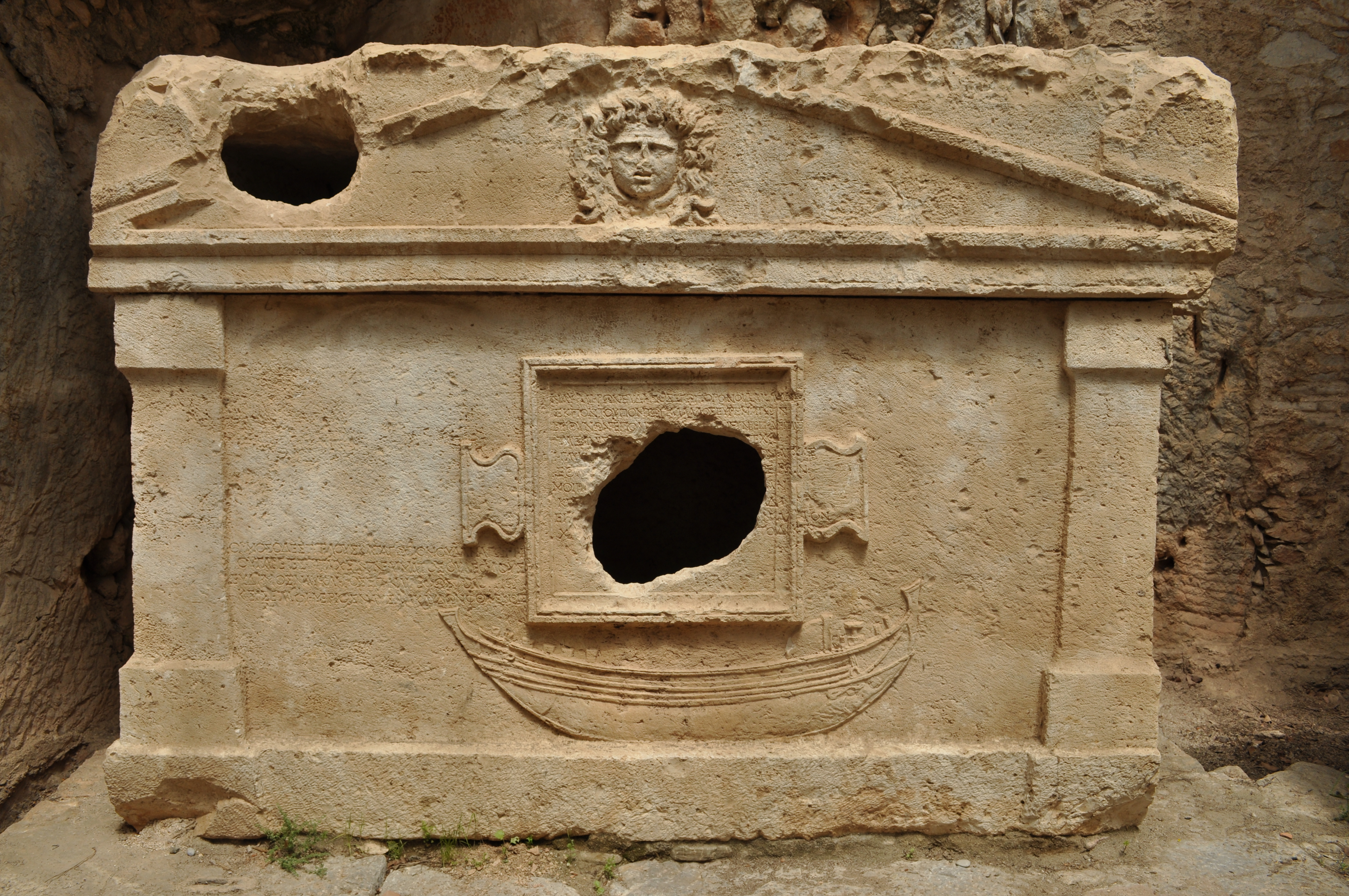
Der Sarkophag des Kapitäns Eudemos in der Grabkammer unter der Akropolis
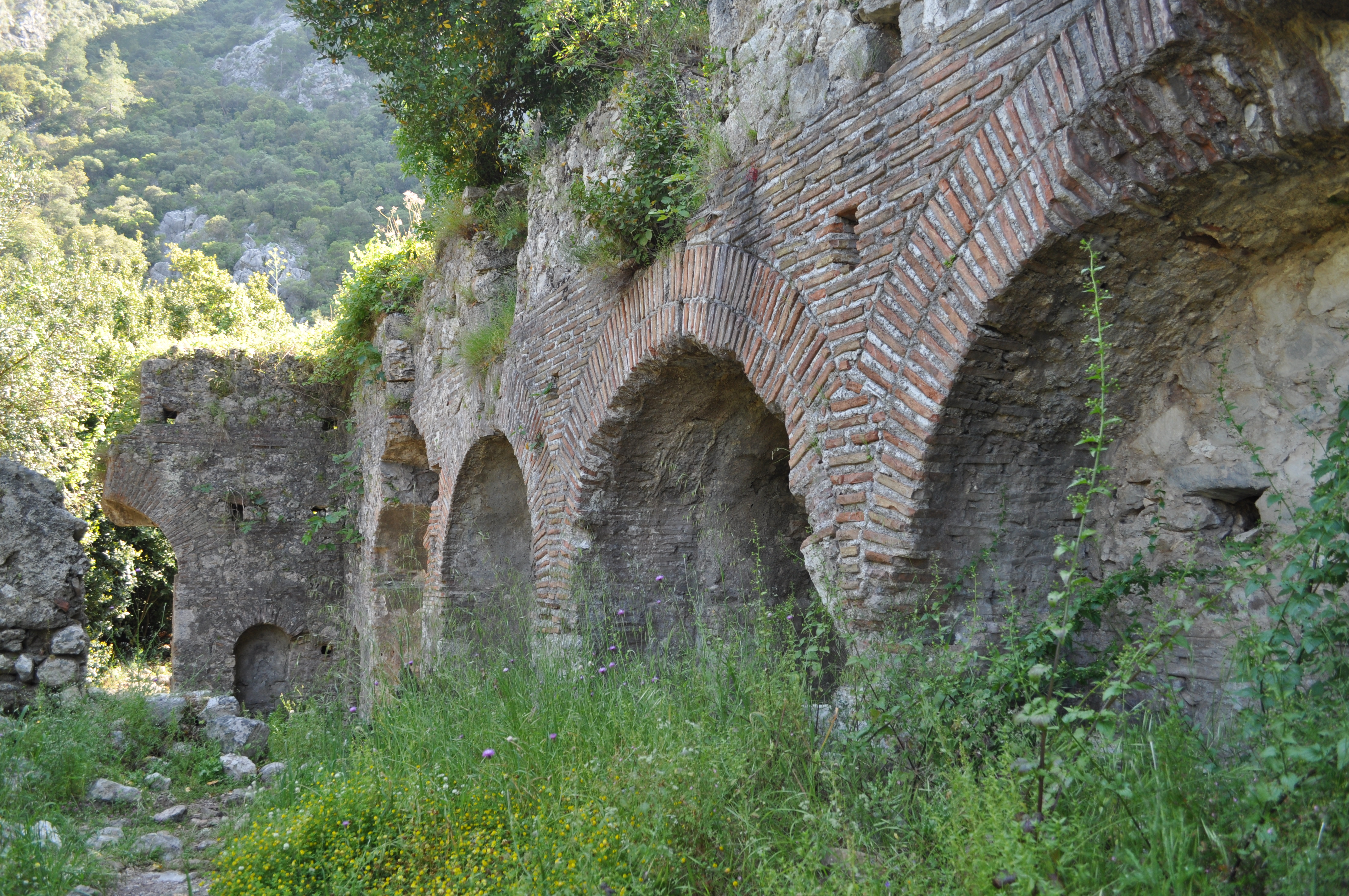
Römisches Bad
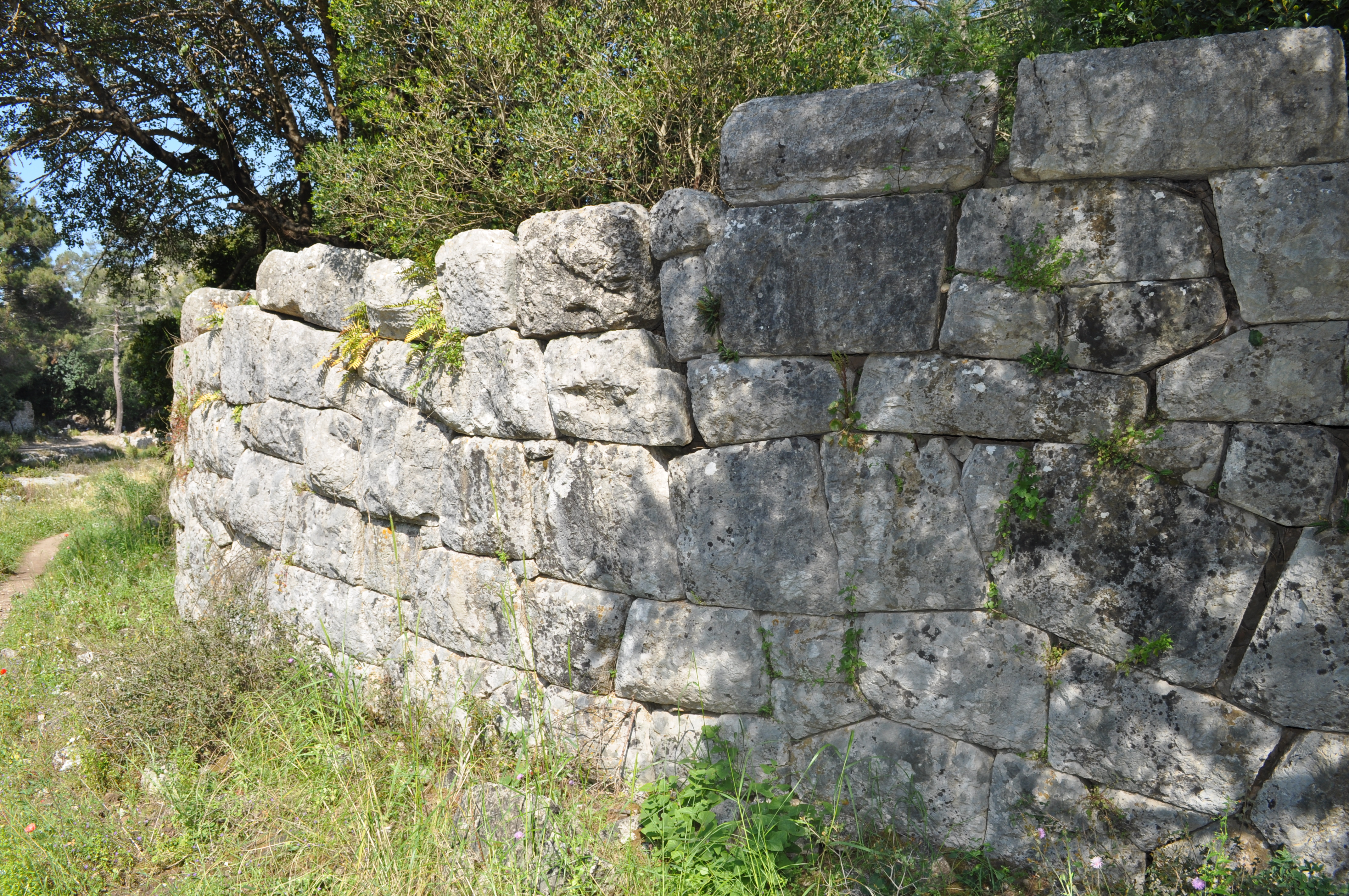
Die polygonale Stadtmauer
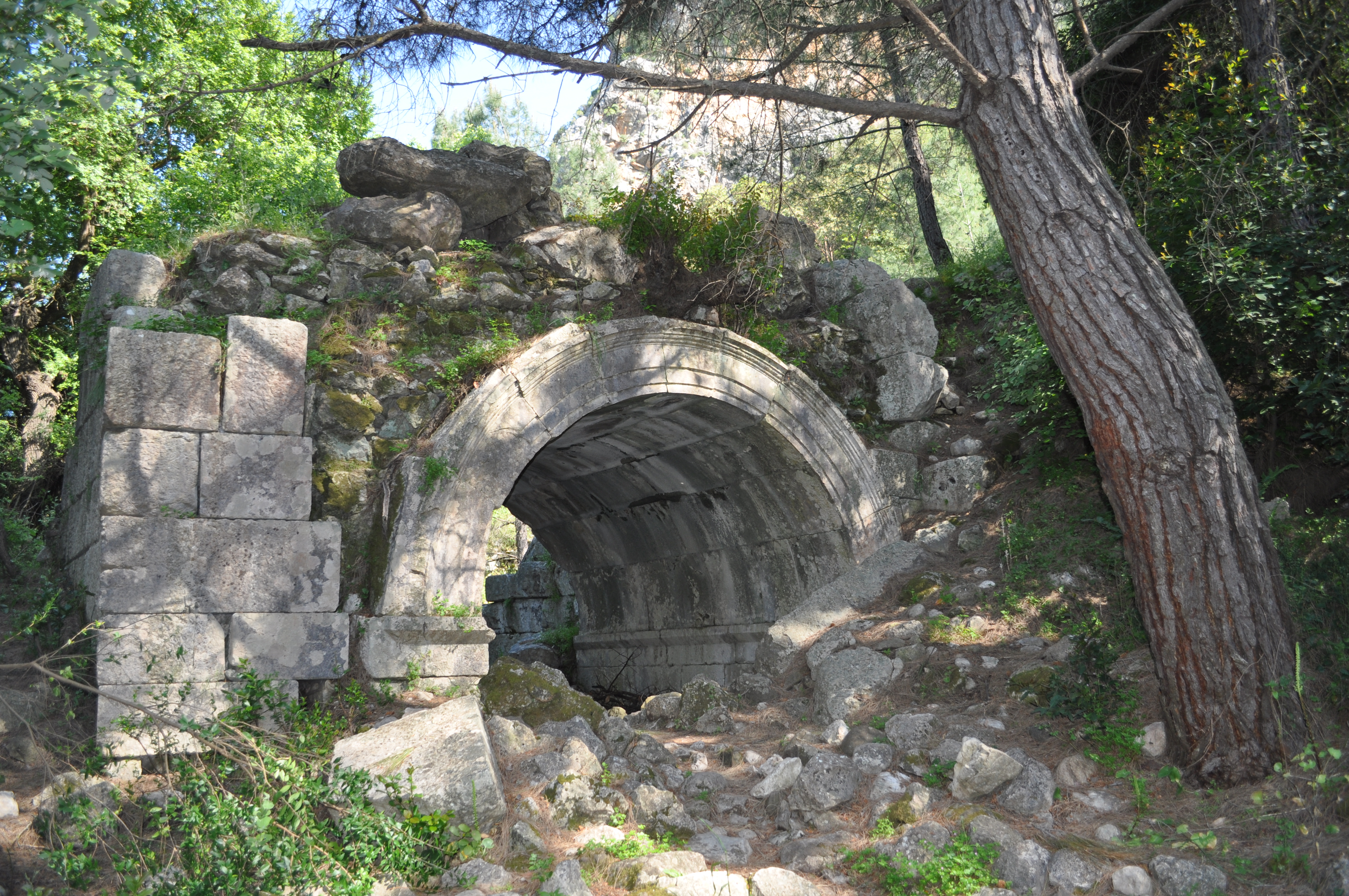
Theater
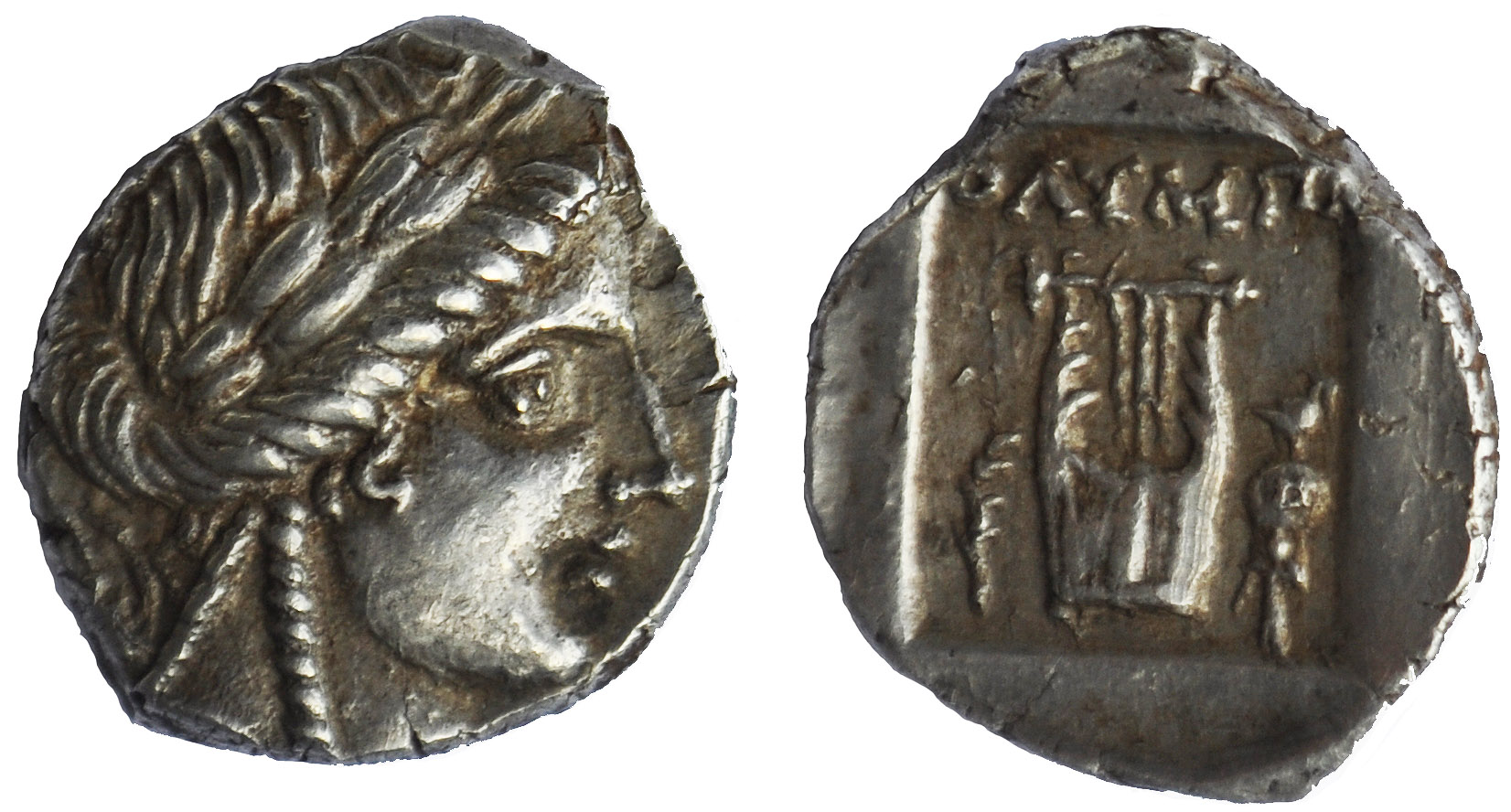
Lykische Hemidrachme aus Olympos
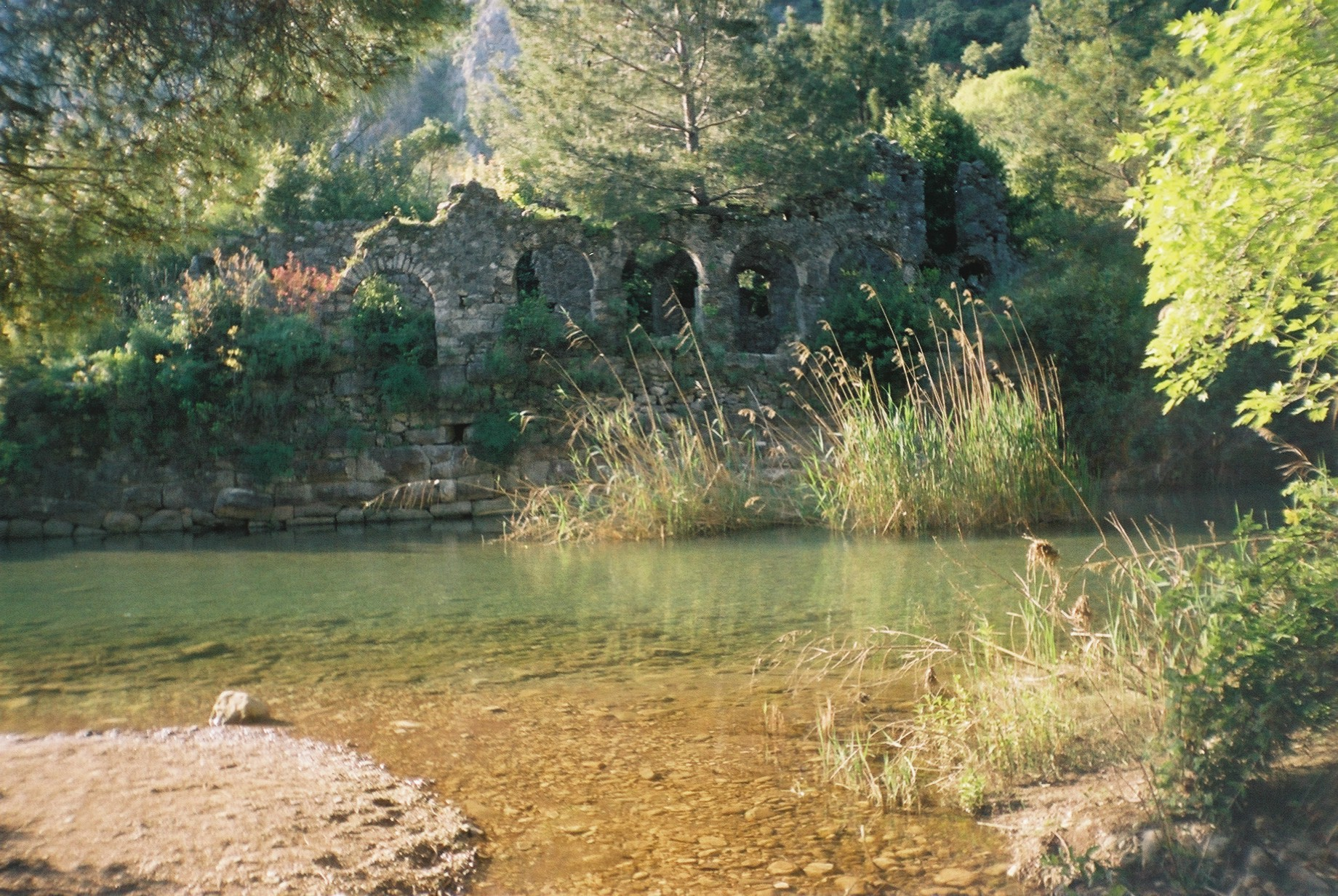
Römisches Bad
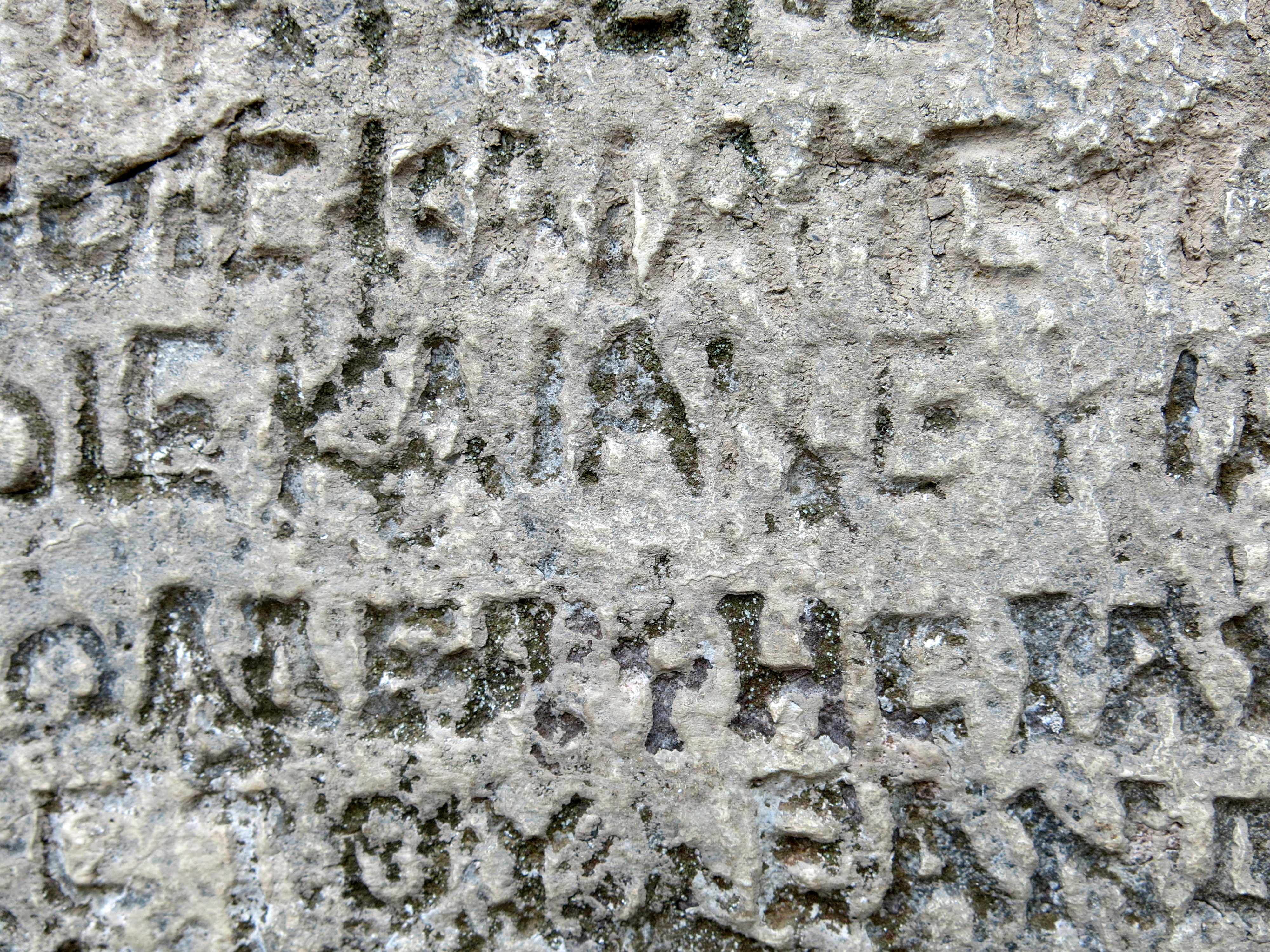
Detail einer Tempelinschrift